# Hysteria (videogioco)
Hysteria è un videogioco d'azione pubblicato nel 1987 dalla Software Projects per Commodore 64 e ZX Spectrum. Nel videogioco, il futuro della razza umana è stato alterato dopo che una setta di fanatici ha invocato un'entità distruttrice nel passato della Terra. L'eroe del gioco, controllato dal giocatore, è l'ultimo sopravvissuto degli agenti speciali Time Corps e deve affrontare e sconfiggere questa entità in tre differenti epoche: l'antica Grecia, il Medioevo e il futuro.

## Modalità di gioco
Il gioco è uno sparatutto a scorrimento orizzontale in entrambi i sensi, con visuale di profilo. L'eroe inizialmente si muove a piedi e come arma ha dei raggi laser a corto raggio sparati dagli occhi. Il terreno è sempre piatto, ma si può saltare per evitare i nemici o sparare a quelli posti in alto.
Raccogliendo dei limoni (o anche dei vermi, su Spectrum) si possono abilitare armi e attrezzature più potenti. Ogni volta che se ne raccoglie uno, una freccia si sposta su cinque icone in fondo allo schermo, mostrando quale potenziameno è al momento disponibile e il giocatore può attivarlo quando lo desidera, per un periodo di tempo limitato.
Ci sono tre livelli, corrispondenti alle tre epoche, infestati da vari tipi di esseri ostili di terra o volanti che al contatto riducono l'energia dell'unica vita del protagonista. Distruggendo certi bersagli fissi posti in alto (es. statue, nel primo livello) viene rivelato un limone oppure un pezzo di un puzzle da raccogliere. Quando tutto il puzzle è completo appare il mostro a cui il protagonista sta dando la caccia, che ha il ruolo del boss e deve essere sconfitto e spedito nell'epoca successiva per terminare il livello.
Oltre agli occhi laser, i potenziamenti attivabili sono: frecce laser a lunga gittata, una sfera roteante protettiva, lo zaino jet che permette di volare, e sferette roteanti multiple. Alcuni di questi effetti sono anche cumulabili.
Inoltre si ha sempre a disposizione uno scudo, che può essere attivato per ottenere momentanea invulnerabilità, ma solo se l'eroe sta fermo, e ha energia limitata.